# Carpelimus volans
Carpelimus volans är en skalbaggsart som först beskrevs av Notman 1920.  Carpelimus volans ingår i släktet Carpelimus och familjen kortvingar. Inga underarter finns listade i Catalogue of Life.